# Borod
Borod ist eine Ortsgemeinde im Westerwaldkreis in Rheinland-Pfalz. Sie gehört der Verbandsgemeinde Hachenburg an.

## Geographische Lage
An der Westgrenze der Verbandsgemeinde Hachenburg, im nordwestlichen Teil des Westerwaldkreises, liegt in einem Seitental der Wied die Gemeinde Borod. Die Ortschaft erstreckt sich von der sogenannten Knochenmühle an der Wied in südwestlicher Richtung. Zur Gemeinde gehört als weiterer Wohnplatz auch der Birkenhof. Durch den Ort fließt der Boroder Bach, ein linker Zufluss der Wied.
Die Gemeinde hat eine Fläche von 316 Hektar, hiervon sind 101 Hektar Wald und 171 Hektar werden landwirtschaftlich genutzt, die restliche Fläche ergibt den bebauten Anteil. Die Höhenlage der Gemarkung bewegt sich zwischen 248 und 336 m ü. NHN. Die Jahres-Durchschnittstemperatur liegt bei ca. 8 °C. Im Jahresdurchschnitt fallen 900 mm Niederschläge.

## Geschichte
Borod entstand als Rodungssiedlung die zwischen dem 9. und 14. Jahrhundert, deren Namen sich vermutlich von Boran ableitet, der die Rodungen geleitet haben könnte. Die erste urkundliche Erwähnung stammt aus dem Jahr 1454/1465 als Burnroede. Im Laufe der Jahrhunderte änderte sich der Ortsname um 1457 in Borrenteroide, um 1476 in Borenrode, um 1558 in Boerrode, um 1569 in Borrod, um 1597 in Borod und um 1668 in Bohret, bevor sich die heutige Bezeichnung endgültig durchsetzte.
Bevölkerungsentwicklung
Die Entwicklung der Einwohnerzahl der Gemeinde Borod, die Werte von 1871 bis 1987 beruhen auf Volkszählungen:
| Jahr | Einwohner |
| 1815 | 169       |
| 1835 | 216       |
| 1871 | 228       |
| 1905 | 253       |
| 1939 | 338       |
| 1950 | 386       |

| Jahr | Einwohner |
| 1961 | 392       |
| 1970 | 429       |
| 1987 | 379       |
| 1997 | 504       |
| 2005 | 560       |
| 2023 | 526       |

## Politik

### Ortsbürgermeister
Liste der Ortsbürgermeister:
- 1945–1965: Gustav Ehlgen
- 1965–1975: Emil Vohl
- 1975–1985: Albert Schmidt
- 1985–2005: Franz Thießen
- 2005–2009: Andreas Mahlert
- 2009–2024: Volkmar Gäfgen[5][6]
- ab 2024: Mario Müller[7]

### Wappen
| Wappen von Borod | Blasonierung: „Durch Zinnenschnitt geteilt. Oben von Rot und Silber, unten von Silber und Rot gespalten. Oben vorn drei goldene Ähren, überdeckt von einer silbernen Sichel, hinten ein schräglinker blauer Wellenbalken. Unten vorn ein achtspeichiges blaues Mühlrad, hinten gekreuzt silbern ein Schlegel und eine Rodehacke.“ |
| Wappen von Borod | |

## Wirtschaft und Infrastruktur

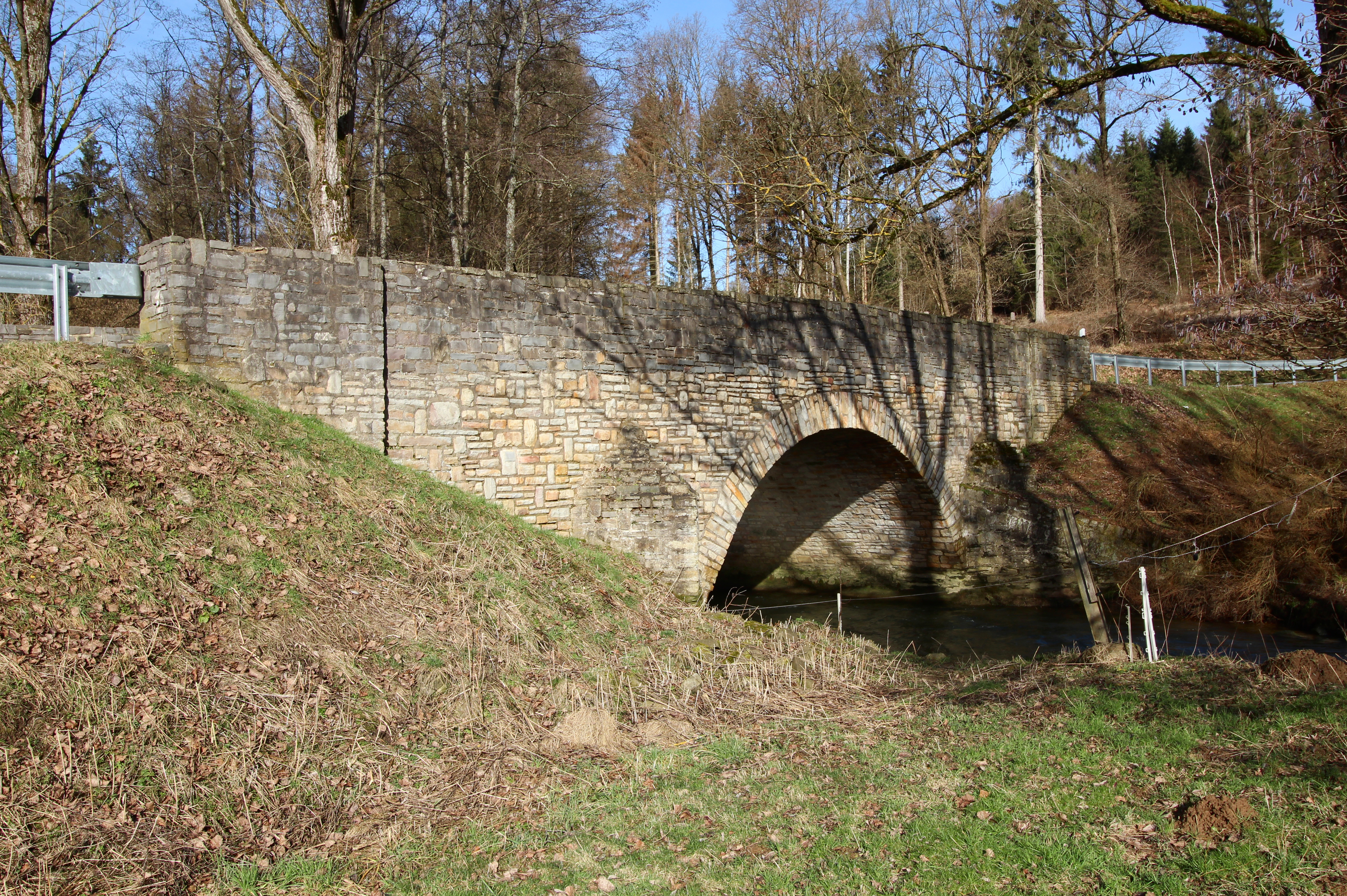
Die Wiedbrücke in Borod

### Verkehr
Borod ist über die B 8 günstig an das überörtliche Verkehrsnetz angeschlossen. Die Bundesstraße verbindet den Ort mit den Mittelzentren Hachenburg (10 km) und Altenkirchen (6 km). Zu den Autobahnanschlüssen der A 3 Ransbach-Baumbach (25 km) und Dierdorf (28 km) gelangt man über die B 8/B 413. Zur Anschlussstelle Hennef der A 560 (AS 60) (50 km) gelangt man direkt über die B 8.

### Öffentliche Einrichtungen
Die öffentlichen Einrichtungen sind um die ehemalige Schule konzentriert deren Turm weithin sichtbar ist. In unmittelbarer Nachbarschaft stehen die Grundschule und das Gemeindehaus, in dem sich auch das Feuerwehrhaus befindet.
Die Kinder im Vorschulalter werden vom Kindergarten in Wahlrod betreut. Schüler besuchen die Grundschule in Borod, die Haupt- und Realschule in Hachenburg und Altenkirchen oder die Gymnasien in Altenkirchen, Marienstatt und Dierdorf, die jeweils mit Linienbussen zu erreichen sind.

## Söhne und Töchter des Ortes
- Ewald Schnug (1930–2013), Gärtnermeister, Träger des Bundesverdienstkreuzes, 1. Beigeordneter der Stadt Altenkirchen, Hegeringleiter und Kreisjagdmeister[9]